# Undekan
Undekan, C
11H
24 – organiczny związek chemiczny z grupy alkanów.
Posiada potencjalnie 159 izomerów strukturalnych, nazywanych tradycyjnie undekanami. Według nomenklatury IUPAC nazwę undekan ma jedynie izomer liniowy, zwany zwyczajowo n-undekanem – pozostałe natomiast rozgałęzione izomery są alkilowymi pochodnymi niższych alkanów.
Undekan jest łagodnym feromonem płciowym dla motyli nocnych oraz niektórych gatunków karaczanów, natomiast u wielu gatunków mrówek jest przekaźnikiem sygnału ostrzegawczego. W chromatografii gazowej stosowany jest w charakterze wzorca wewnętrznego oraz jako składnik roztworów służących do ewaluacji kapilarnych kolumn chromatograficznych. W kombinacji z tridekanem i innymi ciekłymi alkanami pochodzącymi z ekstraktów roślinnych jest stosowany jako emolient zastępujący syntetyczne oleje silikonowe w kremach i innych środkach kosmetycznych.